# Mince Spies
Mince Spies foi um álbum de Natal lançado pela banda inglesa de rock Coldplay, no ano de 2000. É constituída por duas faixas gravadas pela banda com a gravadora Parlophone, com a ajuda do produtor Ken Nelson. Foi lançado para o fã clube pré-Parachutes com limitação de apenas mil cópias.

## Lista de faixas
| N.º | Título                                   | Duração |  |
| 1.  | "Have Yourself a Merry Little Christmas" | 2:22    |  |
| 2.  | "Yellow" (The Alpha Remix)               | 4:29    |  |